# Andrena macoupinensis
Andrena macoupinensis là một loài Hymenoptera trong họ Andrenidae. Loài này được Robertson mô tả khoa học năm 1900.